# Stenochironomus fittkaui
Stenochironomus fittkaui är en tvåvingeart som beskrevs av Art Borkent 1984. Stenochironomus fittkaui ingår i släktet Stenochironomus och familjen fjädermyggor. Inga underarter finns listade i Catalogue of Life.